# Partia Wskrzeszenia Narodowego

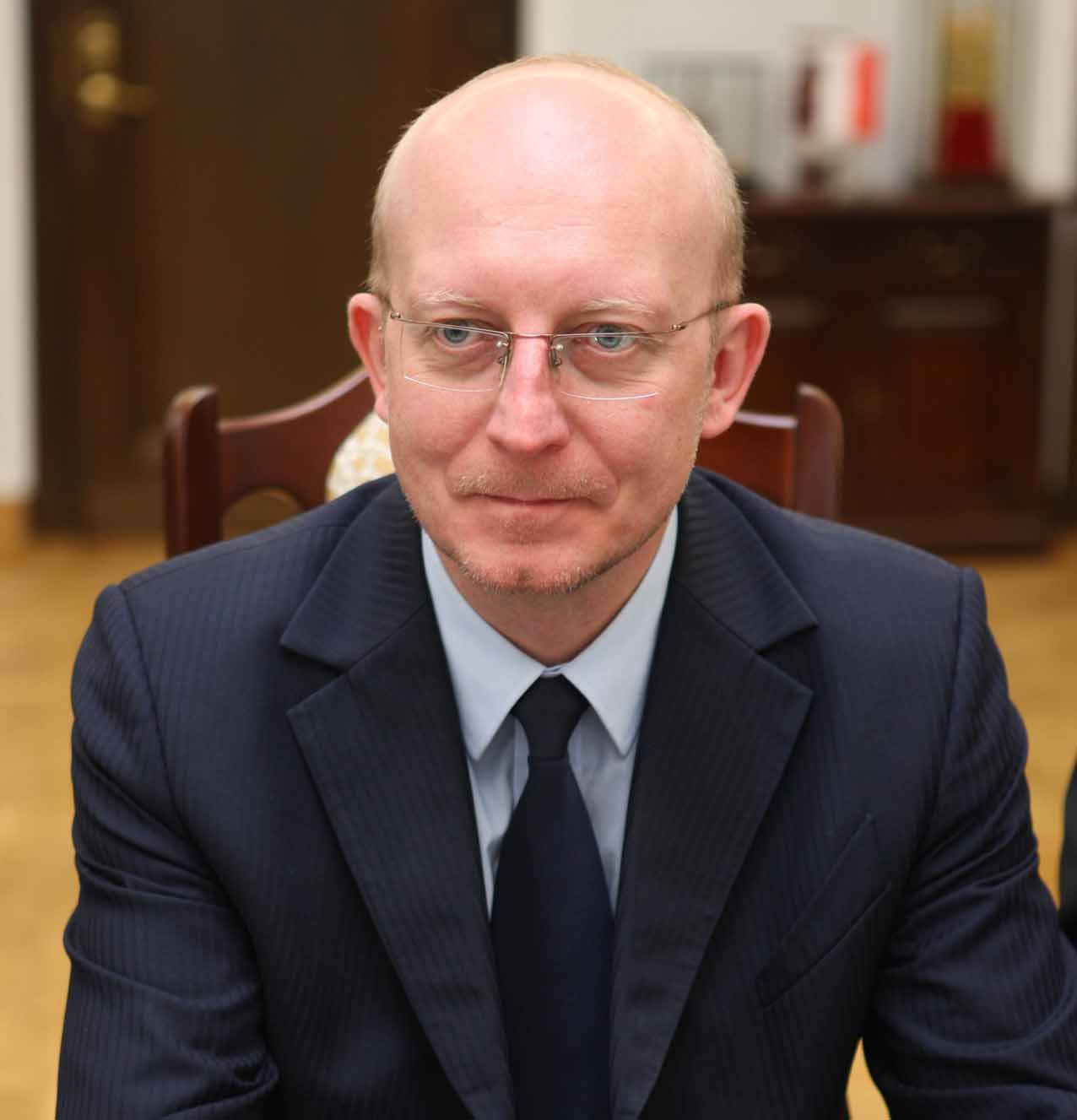
Arūnas Valinskas – założyciel partii

Partia Wskrzeszenia Narodowego (lit. Tautos prisikėlimo partija, TPP) – litewska partia polityczna, działająca w latach 2008–2011.
Ugrupowanie zostało założone w maju 2008 celem wzięcia udziału w wyborach parlamentarnych rozpisanych na jesień tego samego roku. Nazwę tłumaczono także dosłownie jako Partia Zmartwychwstania Narodu lub jako Partia Odrodzenia Narodowego. Inicjatorami jej powołania była grupa przedstawicieli show-biznesu, artystów i działaczy społecznych, na czele nowej partii stanął Arūnas Valinskas, producent telewizyjny i kabareciarz.
W komentarzach politologicznych po jej powstaniu wskazywano, iż będzie konkurowała o ten sam elektorat głównie z Partią Pracy i ugrupowaniem Porządek i Sprawiedliwość. W wyborach z 12 października 2008 TPP uzyskała ponad 15,09% głosów, zajmując drugie miejsce i zdobywając 13 mandatów z listy krajowej, dwa tygodnie później trzech jej przedstawicieli wygrało w okręgach większościowych. Ugrupowanie współtworzyło drugi rząd Andriusa Kubiliusa. W 2009 jej posłowie podzielili się między dwie frakcje: „Jedna Litwa” i „Ąžuolis”. W 2011 partia przyłączyła się do Związku Liberałów i Centrum.